# Goldmine (журнал)
Goldmine — американский музыкальный журнал, основанный в 1974 году Брайаном Букантисом. Издание посвящено коллекционированию пластинок, аудиокассет, компакт-дисков и памятных вещей, связанных с музыкой. В каждом номере публикуются новостные статьи, интервью, дискографии (с перечислением всех известных релизов), истории, а также обзоры записей звёзд прошлого и настоящего. Жанровый спектр издания охватывает такие музыкальные направления, как рок, блюз, соул, американа, фолк, новая волна, панк и хэви-метал. Долгое время основным конкурентом Goldmine являлся журнал DISCoveries (с большим упором на старые издания 1950-х годов), однако впоследствии он был выкуплен Букантисом, и объединён с Goldmine в единое издание.
До 1977 года журнал выходил дважды в месяц, после чего стал печататься с ежемесячной периодичностью. В начале 2022 года владельцы издания вновь вернулись к двухнедельному формату. Штаб-квартира Goldmine находится в Нью-Йорке, главным редактором является Патрик Принс (2010—2012; 2015—настоящее время). В разные годы в журнале работали такие публицисты, как: Дэйв Томпсон, Харви Куберник, Джефф Тамаркин, Кен Шарп, Джон Керли, Джон М. Борак, Крис М. Младший, Колин Эскотт, Джиллиан Г. Гаар, Дэвид Натан, Стив Розер, Джей Джей Френч, Мартин Попофф, и Дебби Крюгер.
Большую часть своей истории журнал выпускался на газетной бумаге в таблоидном формате. Недавно он был радикально переработан, дополнен большим количеством цветных фотографий и интервью. Старый таблоидный формат был изменён на глянцевую печать. Под эгидой обновлённого издания открылся онлайн-магазин для коллекционеров, где можно приобрести виниловые пластинки и прочую музыкальную атрибутику для коллекционирования. Нынешним издателем Goldmine является компания Project M Media.